# Sphaenothecus facetus
Sphaenothecus facetus is een keversoort uit de familie van de boktorren (Cerambycidae). De wetenschappelijke naam van de soort werd voor het eerst geldig gepubliceerd in 1998 door Chemsak & Noguera.